# 魯尼夫希納 (哈爾科夫州)
49°14′10″N 35°4′58″E / 49.23611°N 35.08278°E
魯尼夫什奇納（烏克蘭語：Рунівщина）是位於烏克蘭東部的村莊，由哈爾科夫州别列斯京区的扎切皮利夫卡市鎮負責管轄。該村處於奧爾奇克河畔，始建於1750年，面積2.44平方公里，海拔高度83米，2001年人口857，2024年人口624. 人口密度每平方公里351.23人。
此鎮是日本相撲橫綱大鵬幸喜父親馬爾基揚·博里什科的出生地。